# Ponte Akinada

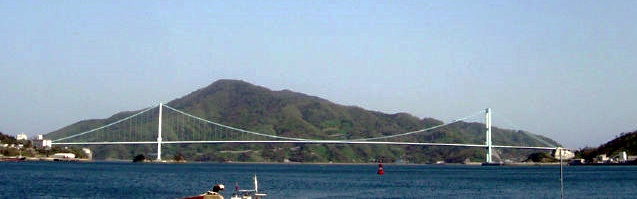

A Ponte Akinada é uma ponte pênsil situada em Hiroshima, Japão, que atravessa o estreito Neko-seto que tem 1 km de largura e 90m de profundidade. 
A ponte tem o comprimento total de 1.175 m, com 750 m de comprimento do vão central e é uma das pontes importantes para conectar Honshu, no continente às ilhas Akinada. 
A Ponte Akinada foi aberta ao tráfego em 18 de janeiro de 2000. O volume de tráfego médio diário é de 4.000 veículos. 

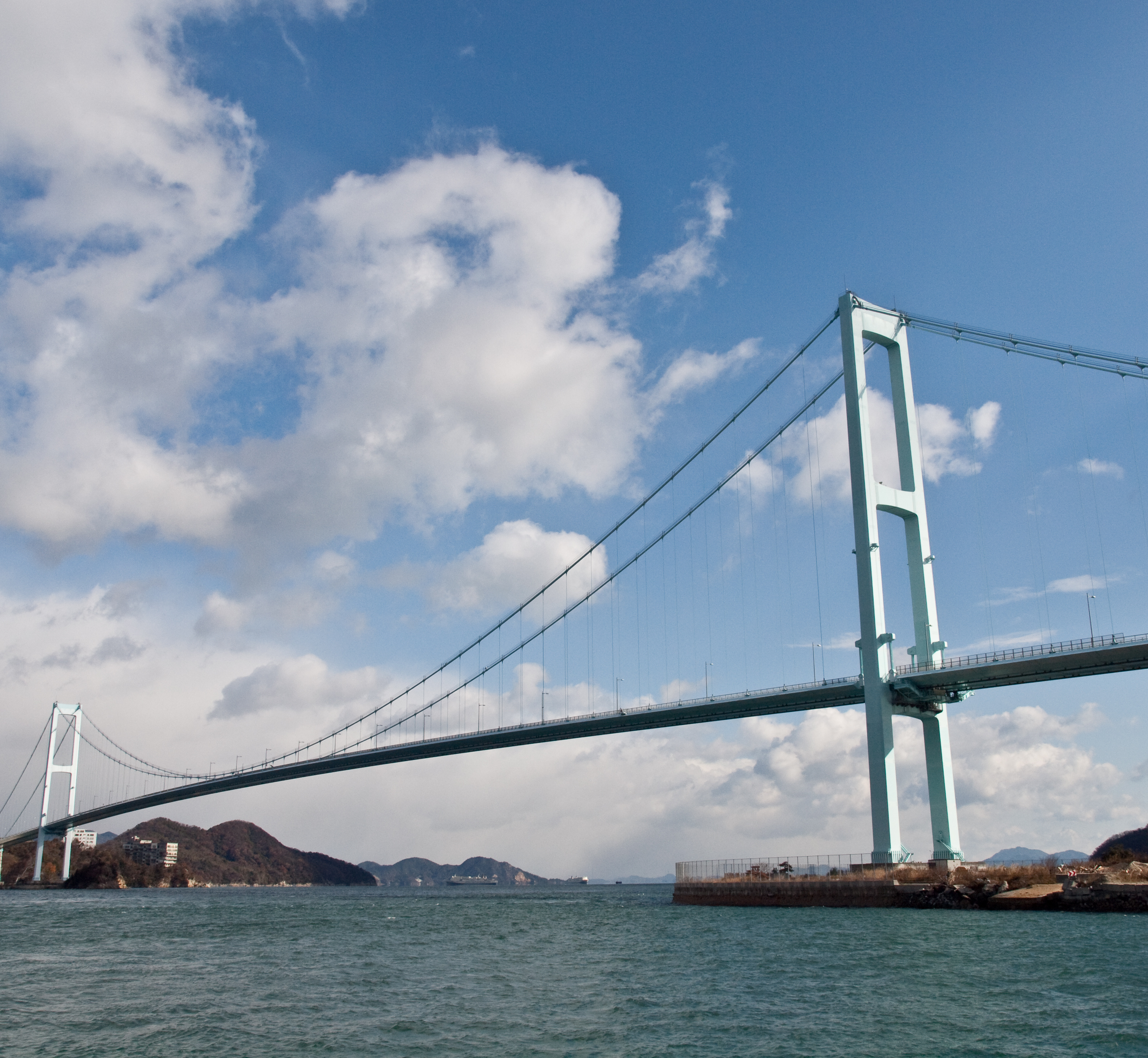

A construção começou em outubro 1992, e a ponte foi aberta ao tráfego após 8 anos de construção.